# Giuseppe Curia
Giuseppe Curia, conosciuto anche come Pino Curia e Michel Curie (Roma, 29 aprile 1949), è un ex attore pornografico italiano.

## Biografia
È conosciuto per aver recitato in La locanda della maladolescenza (1980) diretto da Marco Sole, La zia svedese (1981) e Sesso allegro (1981), entrambi diretti da Mario Siciliano.

## Filmografia
- Follie di notte, regia di Joe D'Amato (1978) - non accreditato
- Giallo a Venezia, regia di Mario Landi (1979)
- La locanda della maladolescenza, regia di Marco Sole (1980)
- Doppio sesso incrociato (Atraco a sexo armado), regia di Vincenzo Savino (1980)
- Attenti a quei due napoletani, regia di Mario Gariazzo (1980)
- Cameriera senza... malizia, regia di Bruno Gaburro e Lorenzo Onorati (1980)
- Emmanuelle à Cannes, regia di Jean-Marie Pallardy (1980)
- Porno lui erotica lei, regia di Mario Siciliano (1981)
- La zia svedese, regia di Mario Siciliano (1981)
- Sesso allegro, regia di Mario Siciliano (1981)
- Gocce d'amore, regia di Giovanni Leacche (1981)
- Pasiones desenfrenadas, regia di Zacarías Urbiola (1981)
- Attenti a quelle due... ninfomani, regia di Mario Siciliano (1981)
- Peccati di giovani mogli, regia di Angel Valery (Angelo Pannacciò) (1981)
- Albergo a ore, regia di Roberto Bianchi Montero (1981)
- Fashion Movie, regia di Antonio D'Agostino (1981)
- Corri, seguimi, vienimi dietro (Lea), regia di Lorenzo Onorati (1981)
- Erotico 2000, regia di Angelo Pannacciò (1982)
- Oh... Angelina!, regia di Bruno Vani (1982)
- Follia erotica di una diciottenne, regia di Raniero Di Giovanbattista (1982)
- Aristocratica perversa, regia di Carlo Leone (1982)
- Triangolo erotico, regia di Antonio D'Agostino (1982)
- Bathman dal pianeta Eros, regia di Antonio D'Agostino (1982)
- Orgasmo esotico, regia di Mario Siciliano (1982)
- Il grande momento, regia di Antonio D'Agostino (1982)
- Goduria, regia di Arduino Sacco (1982)
- Una ragazza vogliosa, regia di Giovanni Leacche (1983)
- Tanto calore, regia di Lorenzo Onorati (1983)
- La doppia bocca di Erika, regia di Zacarías Urbiola (1983)
- L'amica di Sonia, regia di Carlo Leone e Mario Siciliano (1983)
- Dyane, regia di Bruno Vani (1984)
- Sapore di zia, regia di Giovanni Leacche (1984)
- Fantasia erotica in concerto, regia di Angelo Pannacciò (1985)
- Casa mia, casa mia..., regia di Neri Parenti (1988) - comparsa